# Volvo Masters 1982
Il Masters 1982 (chiamato anche Volvo Masters 1982 per motivi di sponsorizzazione) è stato un torneo di tennis giocato sui campi in sintetico indoor del Madison Square Garden di New York negli Stati Uniti. È stata la 13ª edizione del torneo di singolare di fine anno, l'9ª del torneo di doppio di fine anno ed era parte del Volvo Grand Prix 1982. Il torneo si è giocato dal 18 al 23 gennaio 1983.

## Campioni

### Singolare
Ivan Lendl ha battuto in finale  John McEnroe con il punteggio di 6–4, 6–4, 6–2.

### Doppio
Peter Fleming /  John McEnroe hanno battuto in finale  Sherwood Stewart /  Ferdi Taygan con il punteggio di 7–5 6–3